# Muscat Club
El Muscat Club es un equipo de fútbol de Omán que juega en la Liga Omaní de Fútbol, la liga de fútbol más importante del país.

## Historia
Fue fundado en el año 2004 en la capital Mascate a raíz de la fusión de los equipos Ruwi y Al-Bustan, siendo campeón de Liga en 1 ocasión, 2 veces finalista de la Copa del Sultán y 2 títulos de Supercopa.
A nivel internacional ha participado en 1 torneo continental, en la Copa de la AFC del año 2007, donde fue eliminado en la fase de grupos por el Al-Saqr de Yemen, el Al Nejmeh Sporting Club de Líbano y el Shabab Al-Ordon de Jordania.

## Palmarés
- Liga Omaní de Fútbol: 1

2006
- Copa del Sultan Qaboos: 0
  - Finalista: 2

2005, 2008
- Super Copa de Omán: 2

2004, 2005

## Participación en competiciones de la AFC
- Copa de la AFC: 1 aparición

2007 - Fase de grupos

## Jugadores

### Jugadores destacados
- Badar Al-Maymani
- Fousseny Kamissoko
- Adel Humoud AL-Shammari